# جویزلی (آردانوچ)
جویزلی (به ترکی استانبولی: Cevizli) یک منطقهٔ مسکونی در ترکیه است که در آردانوچ واقع شده‌است. جویزلی ۴۸ نفر جمعیت دارد.